# Islands ambassadører i Kina
Islands første ambassadør i Kina var Sigurður Bjarnason i 1973. Islands nuværende ambassadør i Kina er Stefán Skjaldarson. 

## Liste over ambassadører
| #  | Navn                        | Tid               | Slut på mission   |
| -- | --------------------------- | ----------------- | ----------------- |
| 1  | Sigurður Bjarnason          | 25 september 1973 | 20 september 1976 |
| 2  | Pétur Thorsteinsson         | 20 september 1976 | 24 februar 1988   |
| 3  | Benedikt Sigurðsson Gröndal | 24 februar 1988   | 12 april 1991     |
| 4  | Ingvi S. Ingvarsson         | 12 april 1991     | 21 januar 1995    |
| 5  | Hjálmar W. Hannesson        | 21 januar 1995    | 26 marts 1998     |
| 6  | Ólafur Egilsson             | 26 marts 1998     | 27 januar 2003    |
| 7  | Eiður Svanberg Guðnason     | 27 januar 2003    | 14 november 2006  |
| 8  | Gunnar Snorri Gunnarsson    | 14 november 2006  | 11 januar 2010    |
| 9  | Kristín A. Árnadóttir       | 11 januar 2010    | 11 oktober 2013   |
| 10 | Stefán Skjaldarson          | 11 oktober 2013   |                   |